# Gekko petricolus
Gekko petricolus es una especie de gecos de la familia Gekkonidae.

## Distribución geográfica
Es endémica del este de Tailandia, norte de Camboya y Laos.